# Константин Янакиев
Константин Георгиев Янакиев е български кинооператор

## Биография
Роден е в град Своге на 12 август 1918 г. През 1945 г. преминава курс по кинематография с продължителност два месеца във Фондация „Българско дело". Умира в София през януари 1999 г.

## Филмография
- Ивайло (1964)
- Случаен концерт (1960)
- Малката (1959)
- Една българка (1956)
- Екипажът на „Надежда“ (1956)
- Утро над родината (1951)